# Wijnbouw in Rusland

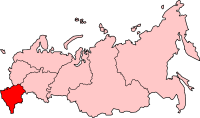
De noordelijke Kaukasus.

Wijnbouw in Rusland vindt voornamelijk plaats in de regio’s Krasnodar en Rostov. Wijnbouw in het formeel bij Oekraïne horende de Krim wordt hier niet behandeld, deze wordt beschreven in het artikel Wijnbouw in Oekraïne.
Per 2016 is Rusland in ranking het 12e wijnproducerende land van de wereld met gemiddeld 5 miljoen hl wijn per jaar. Als de Krim erbij gerekend wordt staat het op de 7e plaats. De Russische wijnmarkt wordt (2012) gekenmerkt door zo’n 80% goedkope voornamelijk zoete en halfzoete wijnen, waarbij ook wel druivenconcentraat wordt toegepast. Het merendeel van de wijn (90%) wordt in eigen land door vrouwen gedronken.

## Geschiedenis
Zo’n 2500 jaar geleden werd langs de nu Russische kust van de Zwarte Zee wijn al gemaakt in Griekse nederzettingen. Zo zijn er vondsten van wijnbouw gedaan in Phanagoria en Gorgippia. Eind 19e eeuw bloeide de wijnindustrie in de regio op. Er werden wijn(handels)huizen opgericht waaronder de “Abraoe-Djoerso-wijnmakerij” (1870) in  Abraoe-Djoerso, en "Novy Svet" (1878), en Massandra (1894) op de Krim. 
De grondlegger van de moderne commerciële wijnbereiding in Rusland was prins Leo Galitzine (1845-1915), die het eerste Russische wijnbedrijf voor “champagne-wijn” op zijn landgoed bij Novy Svet vestigde. 
In 1900 won hij op de Exposition Universelle in Parijs met zijn mousserende wijn de “Grand Prix”. En dat al na enkele jaren na de druifluis epidemie. Later is de wijn op de markt gekomen als Sovjetchampagne.
Wijn werd in Rusland alleen gedronken door de aristocratie vóór de Russische Revolutie van 1917. Dit veranderde onder Stalin die vond dat wijn voor iedere Sovjetburger betaalbaar moest zijn. Tijdens de revolutie ontvluchtten veel Franse wijnbouw-professionals het land, waarmee kennis en kunde verloren ging.
Na de Tweede Wereldoorlog leefde de wijnindustrie weer op. Midden jaren ’80 was het Michail Gorbatsjov die met zijn binnenlandse hervormingen nog enkele jaren actie voerde tegen alcoholisme en daarmee ook tegen wijn en de wijnbouw.
Met het uiteenvallen van de Sovjet-Unie deed de markteconomie en daarmee privatisering zijn intrede. Hiermee werden de vroegere wijngaarden toch weer ingericht voor andere doeleinden. In het jaar 2000 was er in de gehele Russische Federatie nog maar 72.000 hectare met wijnstokken beplant, de helft van het areaal van begin jaren ’80.
Per 2006 hebben meerdere Russische wijnhuizen Europese technieken en normen aangenomen. Het wijngoed Abraoe-Djoerso voert hierin een voortrekkersrol.
Het areaal aan wijngaarden is per 2015 gegroeid naar 86.000 hectare, met de bedoeling dit tot 140 duizend ha te laten doorgroeien in 2020. (Ter vergelijking: Het wijnbouw areaal in de Franse Bordeaux is ruim 120.000 ha.)

## Wijnregio’s

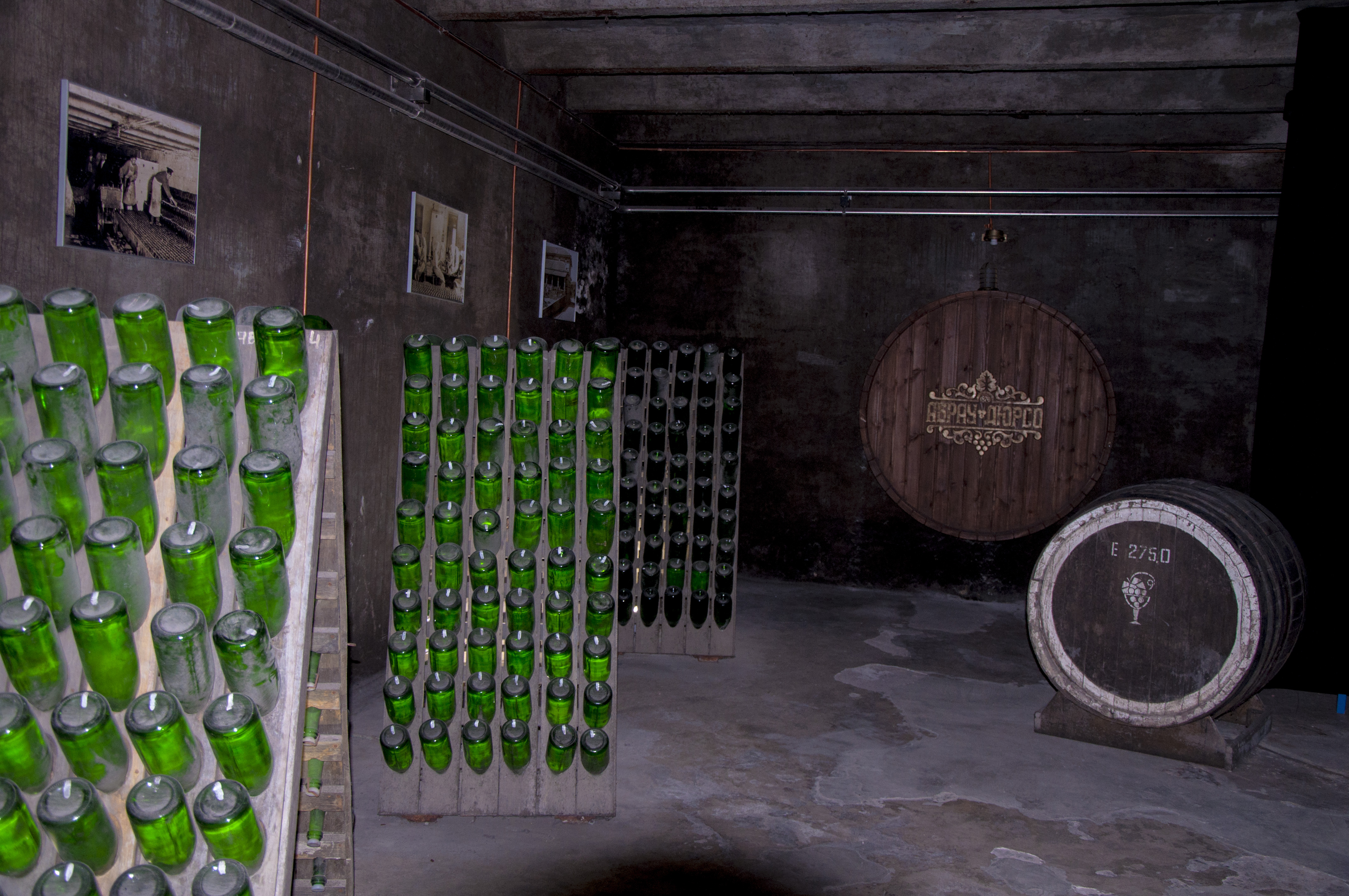
Wijnkelder van Abraoe-Djoerso, kraj Krasnodar

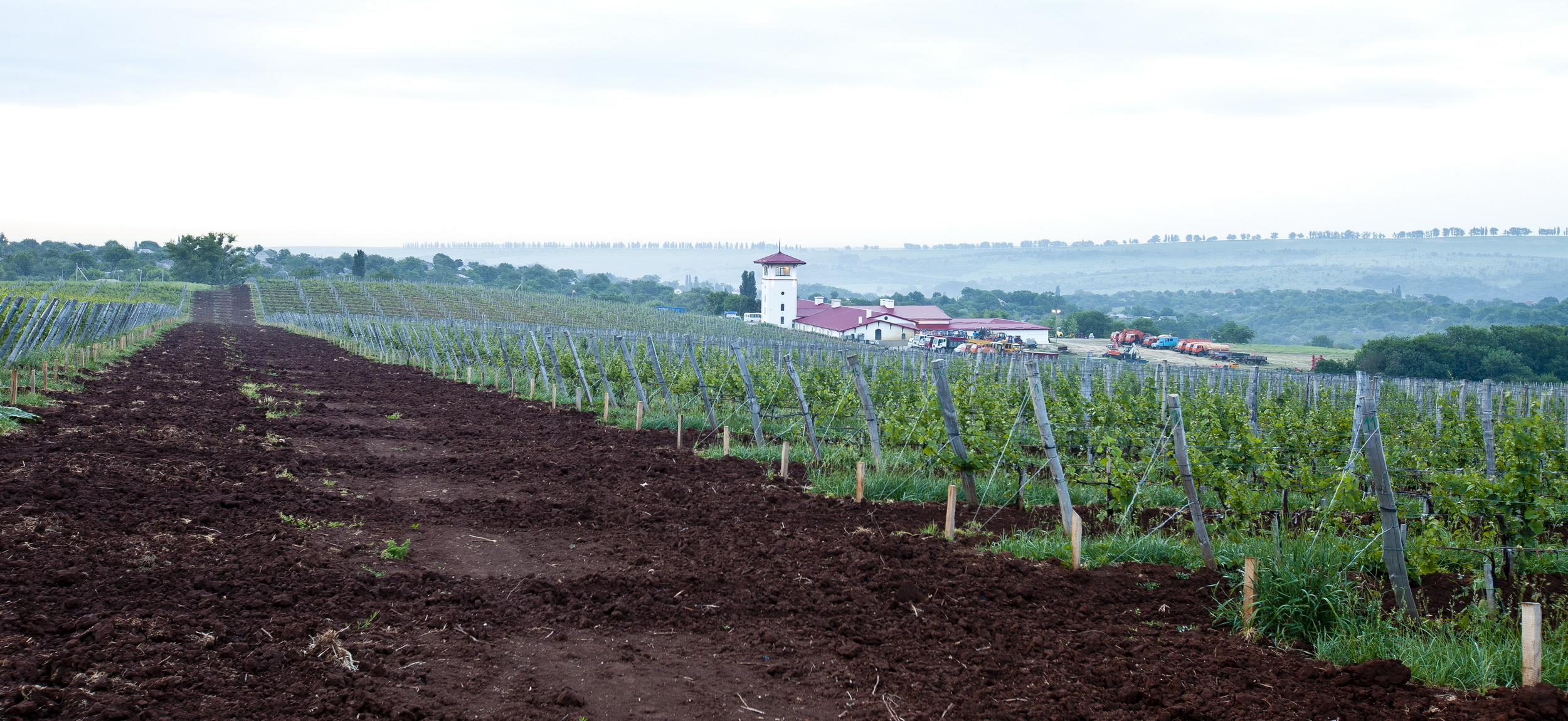
Wijngaarden en wijnmakerij "Lefkadia".

De meeste Russische wijngaarden liggen in de Noordelijke Kaukasus. Een gebied van bijna 1000 kilometer lang.
Westelijk
Het gebied rondom de stad Krasnodar aan de zijde van de Zee van Azov, kent gemiddeld ruim 200 vorstvrije dagen waarmee in het groeiseizoen de wijnstok de druiven tot volledige rijping kan laten komen.
Op het Taman schiereiland liggen de meeste wijngaarden geconcentreerd.
Midden
Oostwaarts wordt in de omgeving van Stavropol ongeveer 13 procent van de Russische wijn geproduceerd. De streek kent gemiddeld 185 vorstvrije dagen.
Zo’n 300 kilometer noordelijker in de regio Rostov langs de rivier de Don worden meerdere locale druivenvariëteiten verbouwd. Mogelijk wordt langs deze oevers al eeuwenlang aan wijnbouw gedaan. De eerste publicatie van de teelt van druiven komt uit het dorp Vedernikov en stamt uit 1756.
De streek wordt gekenmerkt door haar hete, droge zomers en strenge winters. Hoewel de wijngaarden hier in de typisch mondiale wijnbouwzone liggen, kan het er hard vriezen. Hierom wordt in strenge winters de bodem door de wijnboeren tegen de vorst afgedekt. Het rendement uit de wijngaarden ligt lager dan in andere delen van het land.
Oostelijk
Richting de Kaspische zee is er wijnbouw in het gebied van Dagestan. Het heeft een gevarieerd klimaat. Er bevinden zich enkele semi-woestijnen.

## Wijn en druiven
Er worden verschillende stijlen Russische wijn gemaakt. Zowel stille rode-, witte- en roséwijnen als mousserende- en dessertwijnen. Voor deze wijnen worden per 2012 meer dan 100 verschillende druivenrassen gebruikt.
De Rkatsiteli druiven zijn goed voor meer dan 45 procent van de productie. Andere veel gebruikte variëteiten zijn onder andere Aligote, Cabernet Sauvignon, Cabernet Severny, Clairette blanche, Krasnostop Zolotovski, Merlot, Muscat, Pinot gris, Plavaj, Portugieser, Riesling, Saperavi, Silvaner, en Traminer.